# نادي تريفيزو
نادي تريفيزو (بالإيطالية: F.C. Treviso)‏، نادي كرة قدم إيطالي يقع في مدينة تريفيزو في إيطاليا، تأسس عام 1909.
يلعب حاليا في Lega Pro Prima Divisione A.